# گو آن

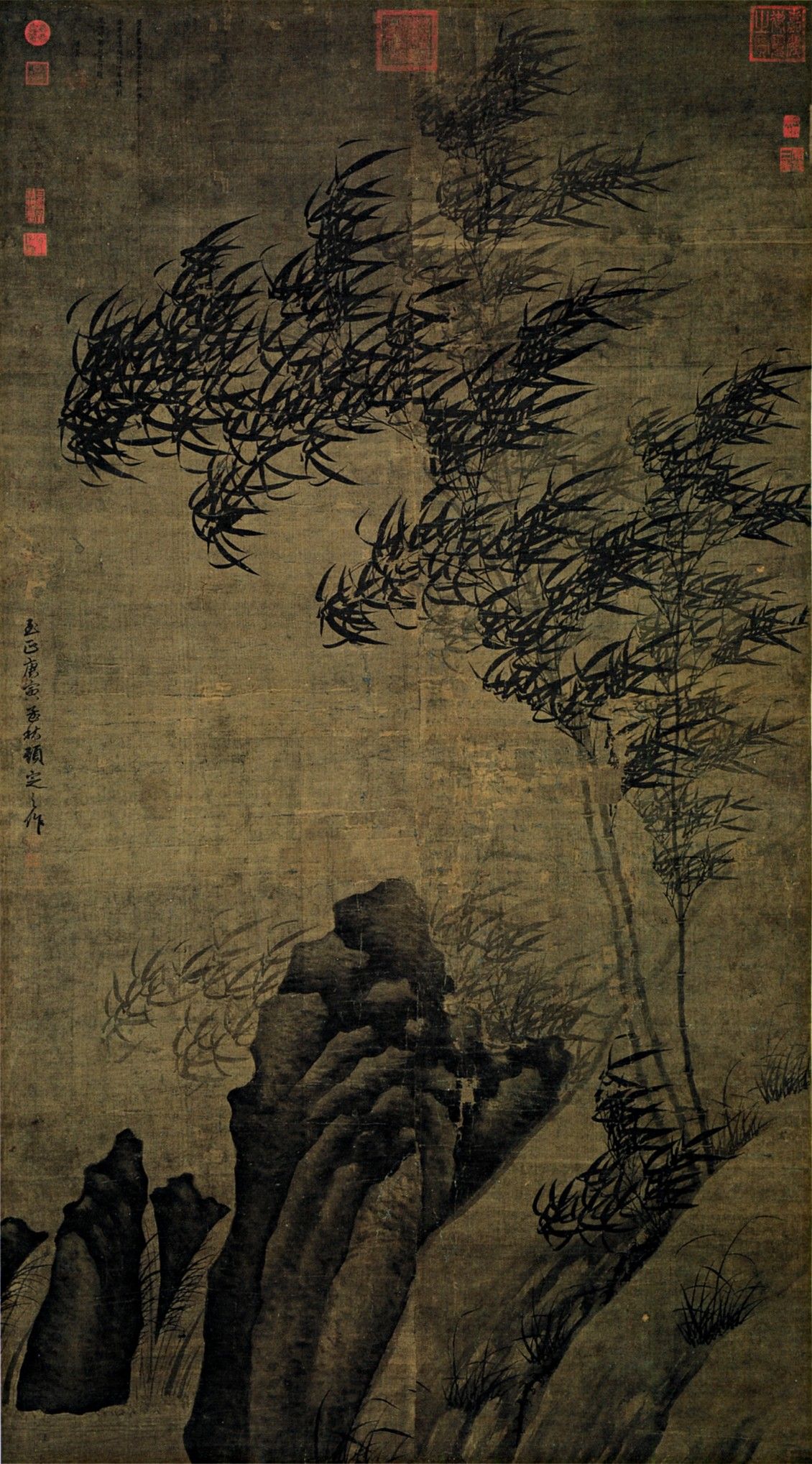
آرامش تخته‌سنگ اثر گو آن

گو آن (چینی ساده: 顾安، چینی سنتی: 顧安، پین‌یین: Gù Ān، وید جایلز: Ku An) ملقب به یونا جوشی از نقاشان بنام چینی در دورهٔ سلسله یوان بود.
گو آن در حدود سال ۱۲۸۹ میلادی در هوایدونگ (کونشان امروزی در استان ججیانگ) چین زاده شد. مهارت او در کشیدن گیاهان بامبو بود بویژه آنهایی که در نسیم به اهتزاز درآمده بودند.
از تاریخ دقیق مرگ این نقاش اطلاع کاملی در دست نیست و گمان‌برده می‌شود پس از ۱۳۶۵ بوده باشد.